# Estado de Impunidade
Estado de Impunidade é um contraponto ao Estado de Direito.
O termo designa o estado jurídico quando o Poder Judiciário não funciona, ou funciona muito mal.
Nessa situação as Leis e o aparato do Estado destinado a produzir Justiça, não quer ou não consegue funcionar.
A Lei, que deve regir a sociedade não é cumprida, não é obedecida, é a chamada lei morta.
Nessa situação, ocorre a Justiça dos Ricos, ou seja, a Justiça Paga, que funciona para poucos.
É quando o poder financeiro de um, se contrapõe a ordem moral e igualitária que determina que Todos São Iguais Perante a Lei, agindo para impedir e obstruir a Justiça.

## Exemplos no Brasil
Pimenta da Veiga ⇒ Assassino confesso, em liberdade há mais de 8 oito anos. Por ordem do STF, que determinou que o réu só pode ser preso, em última instância, por ordem do próprio STF que é a última palavra em matéria de recurso ao Poder Judiciário.